# Carol Andrew
Carol Andrew (Adelaide, 2 giugno 1958) è un'ex cestista australiana naturalizzata inglese.

## Carriera
Con l'Inghilterra ha disputato i Campionati europei del 1980.